# 兵庫県道197号鈴蘭台停車場線
兵庫県道197号鈴蘭台停車場線（ひょうごけんどう197ごう すずらんだいていしゃじょうせん）は、兵庫県神戸市北区を通る一般県道である。

## 概要
神戸市北区鈴蘭台北町1丁目から神戸市北区山田町小部に至る。

### 路線データ
- 起点：神戸市北区鈴蘭台北町1丁目（神戸電鉄有馬線 鈴蘭台駅前）
- 終点：神戸市北区山田町小部（二軒茶屋交差点、国道428号交点）

## 地理

### 通過する自治体
- 神戸市（北区）

### 交差する道路
| 交差する道路 | 交差する場所 | 交差する場所          |
| ------------ | ------------ | --------------------- |
| 国道428号    | 山田町小部   | 二軒茶屋交差点 / 終点 |

### 沿線
- 神戸電鉄有馬線 鈴蘭台駅
- 神戸市北区役所
- 神戸市立小部小学校
- 神戸市立小部中学校